# 104th Infantry Division
La 104th Infantry Division (104ª Divisione di fanteria) era una divisione di fanteria dell'esercito degli Stati Uniti che ha partecipato alla Seconda guerra mondiale.
Fu attivata per la prima volta nel 1921 come parte della United States Army Reserve per gli stati di Nevada, Utah, Wyoming e Idaho ed il 15 settembre 1942 venne chiamata in servizio attivo in seguito all'entrata degli Stati Uniti nella Seconda guerra mondiale, venendo organizzata a Camp Adair in Oregon.
Dopo aver prestato servizio nel teatro di guerra europeo, nel giugno 1945 fece ritorno in patria in quanto selezionata per essere trasferita nel teatro del Pacifico, ma la guerra terminò prima che lasciasse gli Stati Uniti e venne disattivata il 20 dicembre 1945.
Il 1 dicembre 1946 fu riattivata a Portland in Oregon tornando a far parte della riserva per gli stati di Washington ed Oregon, nel 1959 fu riorganizzata in un'unità di addestramento e ridisegnata 104th Division (Training).